# Gabriel Wallmark
Gabriel Wallmark (21 de enero de 2002) es un deportista de Suecia que compite en atletismo. Ganó una medalla de oro en el Campeonato Mundial de Atletismo Sub-20 de 2021, en la prueba de triple salto.